# Forza Italia (1994)
Forza Italia (FI, česky Vzhůru Itálie) byla italská pravicová politická strana, kterou v první polovině 90. let 20. století založil podnikatel a mediální magnát Silvio Berlusconi. Od počátku své existence patřila FI k největším politickým subjektům v Itálii. Jednalo se o stranu typu business-ﬁrm party.
V roce 2009 se přeměnila dosavadní koalice středopravicových stran Lid svobody v politickou stranou, čímž FI přestala existovat jako samostatný subjekt (byť v nové straně představovala většinu). V roce 2013 byla strana znovuobnovena.

## Charakteristika a vývoj

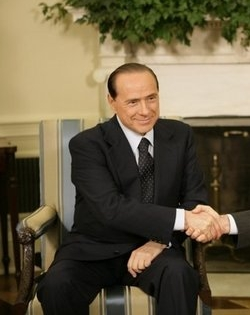
Silvio Berlusconi, zakladatel a předseda strany Forza Italia.

### Vznik FI a volby 1994
Forza Italia vznikla v říjnu 1993 původně jako názorové hnutí, které chtělo prostřednictvím kulturních, sociálních a nestranických politických iniciativ prosazovat a prohlubovat liberálně demokratické pojetí života a společnosti. Kluby FI byly otevřeny co nejširším vrstvám italského obyvatelstva. V listopadu téhož roku byla založena Národní asociace Vzhůru Itálie, jež měla za úkol koordinovat a kontrolovat činnost klubů FI. Politické hnutí Vzhůru Itálie pak vzniklo v lednu 1994.
V okamžiku zakládání hnutí byly na dobu tří let svěřeny neomezené pravomoci významnému italskému podnikateli a mediálnímu magnátovi Silviu Berlusconimu, který hnutí spoluzakládal. Berlusconiho cílem údajně bylo zamezit vítězství levice, zejména komunistů, v nadcházejících volbách.
Během několika málo měsíců vzniklo zhruba šest tisíc klubů sympatizantů. Pro počáteční úspěch bylo důležité masivní využívání podpory především některých televizních stanic a dalších médií, která Berlusconi ovládal, a jeho způsob veřejné komunikace. Pro název strany zvolil pokřik z fotbalových stadionů, který měl symbolizovat rozchod s předchozí politickou praxí v zemi a přiblížení se „obyčejným“ lidem.
Berlusconiho rozhodnutí o vstupu na politickou scénu a založení FI předcházely výzkumy zaměřené na identifikaci možného elektorátu. Na základě jejich výsledků pak vznikla volební strategie. FI se prezentovala jako nový druh politické strany, která nemá nic společného s předchozím systémem a korupčními skandály. V předvolební kampani se orientovala na tři témata: antikomunismus, rozchod s minulostí a problematiku „nového“. V prezentaci strany dominovala osoba Berlusconiho, který vsadil na výrazně emotivní a personalistický diskurs. Důvěryhodnost slibům o budoucím italském ekonomickém zázraku přitom dodával Berlusconiho životopis úspěšného podnikatele.
Berlusconi však jednoznačně nedominoval jen předvolební kampani, ale i celé FI. Ta se od počátku vymykala vžitým představám o charakteru a fungování politických stran. Unikátní bylo především její vnitřní uspořádání. To stálo na autoritářském principu a zásadě nezpochybnitelného Berlusconiho vůdcovství. Vedoucí představitelé strany nebyli voleni, nýbrž jmenováni na základě osobního výběru Berlusconiho a jeho spolupracovníků na národní a regionální úrovni. Většina těchto funkcionářů byla rekrutována ze zaměstnanců Berlusconiho společností, přičemž motivací jim mělo být zvýšení platu o 10-15 % a příslib politické kariéry. Jednotlivé kluby nemohly ovlivnit ani linii hnutí, ani výběr kandidátů do parlamentních voleb.
Za jednoho z hlavních viníků klientelistického prostředí první republiky byl téměř konsensuálně označen poměrný volební systém. Na základě výsledků referenda byl v roce 1993 poměrný systém zrušen. Nový volební zákon zavedl korektivní smíšený volební systém. Z 630 poslanců bylo 475 (tj. 3/4) voleno v jednomandátových obvodech systémem „prvního v cíli“. Zbylých 155 mandátů se rozdělovalo proporčním způsobem v 26 vícemandátových obvodech. Obě složky byly vzájemně propojeny prostřednictvím odečtu využitých hlasů pro kandidáty volené v přímé volbě.
Zavedení jednomandátových obvodů nutilo strany uzavírat nejrůznější předvolební aliance, které jim měly v těchto obvodech zajistit úspěch. FI vytvořila hned dvě koalice, a to Pól svobody na severu země a Pól dobré vlády v jižní části. Berlusconi tak vyřešil problém s federalistickou až separatistickou Ligou Severu a naopak centralistickým postfašistickým Italským sociálním hnutím-Národní aliancí, které nebyly ochotny kandidovat v jedné společné koalici. Do obou předvolebních spojenectví se dále zapojila část rozpadnuvších se křesťanských demokratů (formace Křesťanskodemokratický střed).
Ze střetu antikomunistické pravice a postkomunistické levice vyšli v březnu 1994 vítězně prvně jmenovaní. Berlusconiho koalice získaly ve sněmovně 366 mandátů z 630, z toho 107 připadlo Forze, která v poměrné složce získala 21 % hlasů (nejvíce ze všech stran). FI nejvíce bodovala na Sicílii a na severu v okolí Milána a Piacenzy. Problémy při sestavování vlády způsoboval nesoulad mezi Ligou Severu a Národní aliancí a také těsná většina v senátu, kterou vláda potřebovala k vyslovení důvěry (pravicovou vládu nakonec podpořila část senátorů opoziční Italské lidové strany).
Berlusconi přivedl svou stranu k vítězství také ve volbách do Evropského parlamentu v červnu 1994. Pól svobody získal 44 z 87 křesel, z toho 27 připadlo Forze, která v EP vytvořila vlastní skupinu Forza Europa. K ní se o rok později připojilo francouzské Sdružení evropských demokratů a obě skupiny vytvořily konzervativní Unii pro Evropu.
Po evropských volbách propukl v FI spor mezi manažersko-technokratickým jádrem a stoupenci demokratizace hnutí. Druhou skupinu postihla rozsáhlá čistka, nicméně byla přislíbena reforma struktur FI s tím, že vzroste význam tzv. delegátů kolegií, zastupujících voliče Forzy. Bylo však zřejmé, že vlivné složky FI nemají chuť přizpůsobit se tradičním normám italského stranického života a upřednostňují volnou stranickou strukturu hnutí. Působení FI jako velkého politického subjektu a hlavního vládního aktéra si časem vyžádalo revizi původní organizační koncepce a přiblížení se k představě klasické politické strany, byť silně marketingově zaměřené.
Heterogenní Berlusconiho vláda však zůstala jednotná jen do konce roku 1994, kdy z ní vystoupila Liga Severu. Šéf FI tak přišel o vládní většinu a musel podat demisi. Proto okamžitě požádal o vypsání předčasných voleb, což prezident odmítl a jmenoval úřednickou vládu premiéra Diniho.

### Opoziční léta 1996-2001
Předčasné volby v dubnu 1996 přinesly opět střet dvou silných bloků: středo-levého Olivovníku a středo-pravého Pólu pro svobodu. Pól byl založen na kooperaci Národní aliance, Křesťanskodemokratického středu, Spojených křesťanských demokratů, Pannellových radikálů a FI, která v alianci zaujímala hegemonní postavení. Liga Severu tentokrát kandidovala samostatně a v některých volebních obvodech v severní části Itálie tak odebírala rozhodující část hlasů pravostředové koalici, čímž nepřímo pomohla Olivovníku. Volby vyhrál Olivovník před Pólem pro svobodu, který ve většinové složce obdržel 169 mandátů. V poměrné části získala FI 20,6 % hlasů a ve sněmovně obsadila 123 křesel. Nejúspěšnější byla opět na Sicílii, v oblasti mezi Turínem a Milánem a nově i mezi Římem a Neapolí.
Personalizace voleb 1996 přinesla vedle souboje dvou velkých stranických bloků také soupeření o premiérský post mezi jejich lídry. Vítězství jedné koalice znamenalo, že se její vůdce automaticky stane předsedou vlády. Když v říjnu 1998 padla Prodiho vláda a premiérem se stal Massimo D'Alema, Berlusconi na základě tohoto nepsaného pravidla zpochybňoval její legitimitu, protože neměla přímý mandát od občanů, a tudíž by měla odstoupit. Obdobně si počínal i v případě další levicové vlády Giuliana Amata.
Během působení v opozici musela FI čelit stíhání Berlusconiho kvůli několika trestným činům. Pravostředovou alianci navíc oslabil odchod části křesťanskodemokratických poslanců, kteří v únoru 1998 založili Demokratický svaz pro republiku a přidali se na stranu levice. Berlusconiho zproštění viny z daňových úniků však v červnu 1999 pomohlo FI k vítězství ve volbách do Evropského parlamentu (22 mandátů z 87). Poslanci FI již o rok dříve přestoupili do skupiny Evropské lidové strany a na podzim 1999 byla Forza do Evropské lidové strany s konečnou platností přijata.

### Berlusconiho druhá vláda a volby 2006
Ve volbách v květnu 2001 se Berlusconi mohl opět spolehnout na spolupráci s Národní aliancí. Jeho koalici Dům svobod dále tvořili Spojení křesťanští demokraté, Křesťanskodemokratický střed a Liga Severu, s níž se Berlusconi před volbami usmířil, neboť její samostatná pozice nebyla výhodná ani pro Berlusconiho, ani pro ni samotnou. Středopravý blok získal ve většinové části 282 mandátů (téměř o sto více než Olivovník). Sama FI obdržela v poměrné složce 29,4 % hlasů, což bylo nejvíce ze všech stran, a ve sněmovně obsadila 193 křesel. Tradičně se jí nejvíce dařilo na Sicílii, v okolí Neapole a Milána. Středopravá koalice dále získala 177 z 315 senátorských mandátů. Sama FI měla ve sněmovně 178 poslanců a 82 zástupců v senátu.
FI se stala téměř hegemonní silou v rámci Domu svobod. Manévrovací prostor Národní aliance i Ligy Severu se zúžil natolik, že Berlusconiho vláda se měla stát nejstabilnější exekutivou po roce 1993, a to i přesto, že Berlusconi stále čelil řadě trestních oznámení a skandálům spojených s daňovými úniky a zasahováním do veřejnoprávní mediální sféry.
V evropských volbách v roce 2001 obdržela FI 21 % hlasů, které jí přinesly 16 mandátů v Evropském parlamentu.
Po prohraných regionálních volbách v roce 2005 nastala ve vládní koalici krize, když křesťanskodemokratická Unie středu a Národní aliance začali požadovat premiérovo odstoupení. Berlusconi pod tlakem svých koaličních partnerů nakonec podal demisi a sestavil nový kabinet, který se však od předchozího příliš nelišil.
Hrozba prohry v parlamentních volbách v následujícím roce Berlusconiho přiměla k zavedení nového volebního systému, který by mu zajistil vítězství. Lídr FI si uvědomoval, že jeho pravicový blok je úspěšnější v proporční části, což hovořilo ve prospěch zavedení poměrného volebního systému. Na druhou stranu se Berlusconimu zamlouvala bipolarizace stranického systému, kterou by však proporční systém nemohl garantovat. Nakonec byl zaveden poměrný volební systém s (podmíněně) většinovou prémií.
Volební kampaň tradičně silně personalizoval lídr FI. Berlusconi volil marketingovou strategii soustředěnou na svou osobu a svou stranu, nikoliv na koalici jako celek. Jeho úspěchy na tomto poli poškozovaly spojence z koalice. Jeho komunikační strategie byla postavená na důrazné rétorice, spojené s živou řečí těla, a schopnosti vést dialog s posluchači. Berlusconi vedle zdůrazňování úspěchů své vlády opět vsadil na silný antikomunistický apel, přičemž si neodpustil ani vulgarismy a osobní útoky na adresu představitelů levice.
Vítězství ve volbách v dubnu 2006 však nakonec připadlo levicovému bloku Jednota, který nad Berlusconiho koalicí Dům svobod zvítězil rozdílem jedné desetiny procenta hlasů (49,8 ku 49,7 %). Vzhledem k novému volebnímu systému byl rozdíl v počtu mandátů mnohem vyšší – Prodiho blok získal ve sněmovně 341 křesel, zatímco pravostředová koalice jen 277 (přičemž Forze připadlo 140 mandátů).

### Od voleb 2006 do zániku strany
Neúspěch ve volbách v roce 2006 odsoudil Berlusconiho blok do opozice. Prodiho levostředová vláda se však zanedlouho ocitla v krizi, a tak se v dubnu 2008 uskutečnily předčasné volby. Berlusconi vytvořil novou pravostředovou koalici Lid svobody, která se skládala z FI, Národní aliance a dalších malých subjektů. Hlavním soupeřem bloku se stala levostředová koalice pod vedením římského starosty Waltera Veltroniho, který v čele bloku nahradil Romana Prodiho. Berlusconiho koalice získala jak ve volbách do sněmovny, tak i do senátu 47 % hlasů a zajistila si tak většinu v obou komorách. Lid svobody a Liga Severu sestavily vládní koalici a Silvio Berlusconi se stal počtvrté italským premiérem.

### Rozpuštění
V roce 2009 se členské strany Lidu svobody, tj. Forza Italia a Národní aliance, sloučily pod nezměněným názvem Lid svobody.
Lid svobody se rozpustil roku 2013, kdy vznikla staronová Forza Italia.

## Ideově-programová orientace
Od počátku existence FI byla zřejmá její pravicová orientace, a to i přesto, že zahrnovala skupiny a jedince s různou politickou minulostí: bývalé socialisty, křesťanské demokraty, liberály, radikály, komunisty, neofašisty i stoupence nové levice. Uvnitř strany se vyprofilovaly tři hlavní ideové proudy: moderně pravicový, liberální a filokatolicko-centristický.
Forza nejprve usilovala o ztělesnění agresivní moderní laické liberální strany. Berlusconi převzal liberálně-modernistickou rétoriku socialistů Bettina Craxiho a spolu s ní i značnou část elektorátu bývalé socialistické strany. Později však FI pokračovala v úsilí o získání kvazi-křesťanskodemokratické identity a připodobnění se stranám sdruženým v Evropské lidové straně, což potvrzovalo její vyhraněněji centristickou orientaci patrnou od roku 1995-96.
K hlavním programovým cílům FI patřila ekonomická svoboda, omezení státního sektoru, snížení daní, oživení ekonomiky a snížení nezaměstnanosti.

## Volební výsledky

### Poslanecká sněmovna
| Volby | Hlasy      | Hlasy | Mandáty | Mandáty | Pozice | Postavení |
| Volby | Abs.       | %     | Abs.    | ±       | Pozice | Postavení |
| ----- | ---------- | ----- | ------- | ------- | ------ | --------- |
| 1994  | 8 138 781  | 21.0  | 113/630 | ▲113    | ▲3.    | Vláda     |
| 1996  | 7 712 149  | 20.6  | 122/630 | ▲9      | ▲2.    | Opozice   |
| 2001  | 10 923 431 | 29.4  | 178/630 | ▲56     | ▲1.    | Vláda     |
| 2006  | 9 045 384  | 23.6  | 140/630 | ▼38     | ▼2.    | Opozice   |

### Senát republiky
| Volby | Hlasy          | Hlasy          | Mandáty | Mandáty | Pozice |
| Volby | Abs.           | %              | Abs.    | ±       | Pozice |
| ----- | -------------- | -------------- | ------- | ------- | ------ |
| 1994  | Součást PL-PBG | Součást PL-PBG | 36/315  | ▲36     | ▲4.    |
| 1996  | Součást PpL    | Součást PpL    | 48/315  | ▲12     | ▲2.    |
| 2001  | Součást CdL    | Součást CdL    | 82/315  | ▲24     | ▲1.    |
| 2006  | 9 048 976      | 23.9           | 79/315  | ▼3      | ▼2.    |

### Evropský parlament
| Volby | Hlasy      | Hlasy | Mandáty | Mandáty | Pozice |
| Volby | Abs.       | %     | Abs.    | ±       | Pozice |
| ----- | ---------- | ----- | ------- | ------- | ------ |
| 1994  | 10 809 139 | 30.6  | 27/87   | ▲27     | ▲1.    |
| 1999  | 7 913 948  | 25.2  | 22/87   | ▼5      | ▬1.    |
| 2004  | 6 806 245  | 20.9  | 16/78   | ▼6      | ▼2.    |